# مقاطعة مياندوآب
مقاطعة مياندوآب (بالفارسية: شهرستان میاندوآب) هي إحدى مقاطعات محافظة أذربيجان الغربية في إيران. كان عدد سكان المقاطعة سنة 2006 حوالي 245,153 نسمة.